# Indústria e Comércio de Carrocerias Villa
Indústria e Comércio de Carrocerias Villa Ltda. war ein brasilianischer Hersteller von Automobilen.

## Unternehmensgeschichte
Adilson Villa leitete das Unternehmen mit Sitz in São Paulo. Im Dezember 1980 begann die Produktion von Automobilen und Kit Cars. Der Markenname lautete Villa. 1987 endete die Produktion. Insgesamt entstanden über 100 Fahrzeuge.

## Fahrzeuge
Das erste Modell Villa GT war ein Sportwagen. Das Coupé war nur 110 cm hoch. Ein ungekürztes Fahrgestell von Volkswagen do Brasil bildete die Basis. Darauf wurde eine Karosserie aus Fiberglas montiert. Die Windschutzscheibe stammte vom Chevrolet Chevette und die Heckscheibe vom VW Typ 3 TL. Ein luftgekühlter Vierzylinder-Boxermotor im Heck trieb die Hinterräder an. Modellpflege führte dazu, dass das zunächst ausschließlich zweisitzige Fahrzeug Platz für 2 +  2 Personen bot und hintere Seitenscheiben hatte.
1982 gab es einen Prototyp mit Targadach.
1986 wurde mit dem Speed ME 1.7 ein Cabriolet mit dem Motor vom VW Brasília angeboten.
Außerdem gab es in den letzten Jahren auch den VW-Buggy Pegasus.